# Боун-Лейк (Вісконсин)
Боун-Лейк (англ. Bone Lake) — місто (англ. town) в США, в окрузі Полк штату Вісконсин. Населення — 686 осіб (2020).

## Демографія
Згідно з переписом 2010 року, у місті мешкало 717 осіб у 286 домогосподарствах у складі 210 родин. Було 489 помешкань
Расовий склад населення:
| - 96,2 % — білих - 2,0 % — корінних американців - 0,7 % — чорних або афроамериканців - 0,1 % — азіатів |

До двох чи більше рас належало 0,8 %. Частка іспаномовних становила 0,6 % від усіх жителів.
За віковим діапазоном населення розподілялося таким чином: 22,2 % — особи молодші 18 років, 61,9 % — особи у віці 18—64 років, 15,9 % — особи у віці 65 років та старші. Медіана віку мешканця становила 46,3 року. На 100 осіб жіночої статі у місті припадало 103,1 чоловіків;  на 100 жінок у віці від 18 років та старших — 100,7 чоловіків також старших 18 років.
Середній дохід на одне домашнє господарство  становив 67 906 доларів США (медіана — 59 375), а середній дохід на одну сім'ю — 75 532 долари (медіана — 68 333). Медіана доходів становила 53 125 доларів для чоловіків та 30 313 долари для жінок. За межею бідності перебувало 7,4 % осіб, у тому числі 13,7 % дітей у віці до 18 років та 4,4 % осіб у віці 65 років та старших.
Цивільне працевлаштоване населення становило 315 осіб. Основні галузі зайнятості: виробництво — 21,6 %, освіта, охорона здоров'я та соціальна допомога — 17,8 %, будівництво — 12,7 %, роздрібна торгівля — 10,8 %.